# Янгісар
38°55′54″ пн. ш. 76°10′12″ сх. д. / 38.93158° пн. ш. 76.17013° сх. д.
Янгісар (кит. 英吉沙县, пін. Yīngjíshā Xiàn, трансліт. Yengisar, Yangi Hissar) — один із повітів КНР у складі області Кашгар, СУАР. Адміністративний центр — містечко Янгісар.

## Географія
Повіт Янгісар лежить на висоті близько 1300 метрів над рівнем моря на заході пустелі Такла-Макан.

### Клімат
Повіт знаходиться у зоні, котра характеризується кліматом пустель помірного поясу. Найтепліший місяць — липень із середньою температурою 26 °C. Найхолодніший місяць — січень, із середньою температурою -5,1 °С.
| Клімат повіту Янгісар   | Клімат повіту Янгісар | Клімат повіту Янгісар | Клімат повіту Янгісар | Клімат повіту Янгісар | Клімат повіту Янгісар | Клімат повіту Янгісар | Клімат повіту Янгісар | Клімат повіту Янгісар | Клімат повіту Янгісар | Клімат повіту Янгісар | Клімат повіту Янгісар | Клімат повіту Янгісар | Клімат повіту Янгісар |
| Показник                | Січ.                  | Лют.                  | Бер.                  | Квіт.                 | Трав.                 | Черв.                 | Лип.                  | Серп.                 | Вер.                  | Жовт.                 | Лист.                 | Груд.                 | Рік                   |
| Середній максимум, °C   | 0,7                   | 6,2                   | 14,8                  | 23                    | 27,8                  | 31,7                  | 33,5                  | 32,2                  | 27,4                  | 20,5                  | 11,5                  | 2,4                   | 19,3                  |
| Середня температура, °C | −5,1                  | 0,1                   | 8,4                   | 15,9                  | 20,5                  | 24,2                  | 26                    | 24,8                  | 19,9                  | 12,5                  | 4,2                   | −3,1                  | 12,4                  |
| Середній мінімум, °C    | −9,8                  | −5,2                  | 2,5                   | 9,2                   | 13,7                  | 17,2                  | 19,2                  | 18,2                  | 13,3                  | 5,9                   | −1,4                  | −7,3                  | 6,3                   |
| Норма опадів, мм        | 3.1                   | 4.7                   | 7.7                   | 6.9                   | 9.5                   | 10.3                  | 9.4                   | 11.7                  | 9.7                   | 5.6                   | 1.9                   | 1.7                   | 82.2                  |
| Вологість повітря, %    | 67                    | 57                    | 46                    | 39                    | 40                    | 40                    | 43                    | 48                    | 53                    | 57                    | 60                    | 69                    | 51.6                  |
| ----------------------- | --------------------- | --------------------- | --------------------- | --------------------- | --------------------- | --------------------- | --------------------- | --------------------- | --------------------- | --------------------- | --------------------- | --------------------- | --------------------- |
| Джерело: data.cma.cn    |                       |                       |                       |                       |                       |                       |                       |                       |                       |                       |                       |                       |                       |